# Рыболовный траулер морозильно-консервный (супертраулер) типа «Моонзунд»
Рыболовные траулеры морозильно-консервные типа «Моонзунд» (проект Атлантик 488) — серия рыболовных траулеров, построенных в период с 1986 по 1993 год на судостроительном заводе «Volkswerft VEB» в Штральзунде, ГДР. По своим техническим характеристикам относятся к категории супертраулеров. В период с 1986 по 1993 г. в Германии было построено 37 траулеров этого типа.
Предназначались для лова рыбы с помощью донного и разноглубинного тралов в океанической промысловой зоне, переработки рыбы в мороженую продукцию (60 тонн в сутки), с возможностью хранения или передачи её на транспортные рефрижераторы и береговые пункты приёма. На траулерах также размещались производственные линии для выработки рыбных консервов (25000 банок в сутки), полуфабриката медицинского жира из печени рыб (4 тонны в сутки, в зависимости от качества сырья), кормовой рыбной муки и технического жира (50-60 тонн в сутки, в зависимости от качества сырья).
Надстройка и размещённая в ней ходовая рубка, а также бытовые и часть производственных помещений расположены в носовой части корпуса. Машинное отделение размещено в центральной его части. На рабочей палубе, начинающейся за надстройкой, расположены две ваерные лебедки с барабанами для ваеров (стальных тросов несущих трал), два П — образных металлических портала, с вспомогательными блоками. Дополнительный портал имеется в носовой части корпуса, перед надстройкой. На порталах размещены 8 грузовых стрел, грузоподъёмностью по 5 тонн каждая. В корме траулера имеется слип (специальный наклонный участок палубы по которому осуществляется спуск и подъём трала).
На судах есть два рефрижераторных трюма объёмом по 2705 кубических метров каждый, с температурой охлаждения −28 градусов. Оборудованы помещения для хранения рыбных консервов (749 кубических метров), рыбной муки (495,2 кубических метров) и цистерны для рыбьего жира общим объёмом 67 кубических метров.
Супертраулеры типа «Моонзунд» могут автономно работать в море до 96 суток. В настоящее время несколько судов этого класса эксплуатируют ОАО «Мурманский траловый флот», рыбодобывающие предприятия Камчатки и Дальнего востока. Более половины построенных траулеров этого типа работает под иностранными флагами.

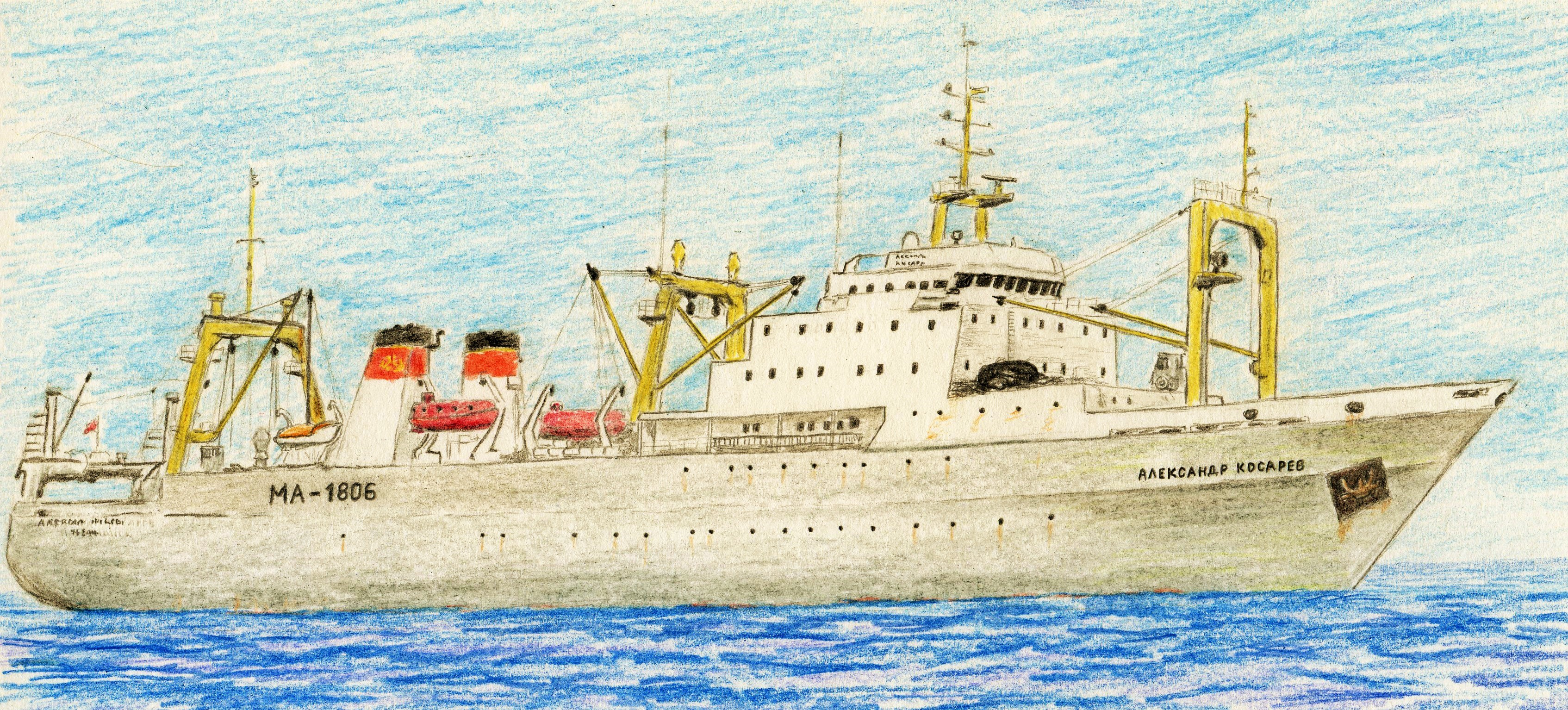
Траулер «Александр Косарев», рисунок